# Saint Cuthbert's Mission
Saint Cuthbert's Mission, anciennement Pakuri, est un village du Guyana fondé en 1889.

## Géographie

### Situation et accès
Il est situé dans la région Demerara-Mahaica au Guyana.

### Hydrographie
Saint Cuthbert's Mission est situé le long du Mahaica.

## Histoire
Le village est fondé en 1889 le jour de la Saint Cuthbert. 